# Injo (peintre du XIe siècle)
Injo artiste sculpteur japonais du XIe siècle, mort en 1108, sa date de naissance et ses origines, ne sont pas connues.
Ne doit pas être confondu avec Injō (peintre du XIIIe siècle).

## Biographie
Sculpteur bouddhiste, Injo est peut-être le fils de Kakujō (mort en 1077) ou de Chosei (personnage non répertorié),  mais en tous cas le petit-fils de Jōchō, grand sculpteur mort en 1057. Il fait donc partie de cette très importante lignée d'artistes qui forme l'un des deux principaux courants d'art bouddhique du début de l'époque Heian. On le considère comme le fondateur de l'atelier Shichijō'miya, à Kyoto, où il continue à travailler, avec ses nombreux assistants dans le style de Jōchō. C'est sans doute à ce titre qu'il reçoit le titre honorifique de Hōgen (œil de la loi, titre ecclésiastique conféré à certains grands maîtres sculpteurs). Malheureusement, rien ne reste de lui.